# 拉皮瑟尔
拉皮瑟尔（法語：La Pisseure，法語發音：[la pisœʁ]）是法国上索恩省的一个市镇，属于吕尔区。

## 地理
拉皮瑟尔（47°51'40"N, 6°13'36"E）面积2.3 平方千米，位于法国勃艮第-弗朗什-孔泰大區上索恩省，该省份为法国东部内陆省份，北起顺时针与孚日省、贝尔福地区省、杜省、汝拉省、科多尔省和上马恩省接壤。
与拉皮瑟尔接壤的市镇（或旧市镇、城区）包括：瑟穆斯河畔圣卢、安韦勒、昂热、普莱讷蒙。

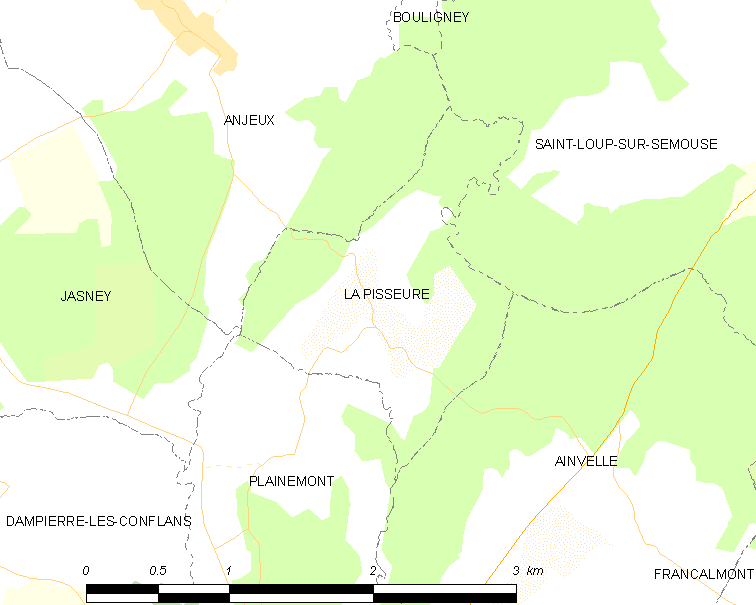
拉皮瑟尔的OSM定位图

拉皮瑟尔的时区为UTC+01:00、UTC+02:00（夏令时）。

## 行政
拉皮瑟尔的邮政编码为70800，INSEE市镇编码为70411。

## 政治
拉皮瑟尔所属的省级选区为索恩港县。

## 人口

1962-2008年间拉皮瑟尔人口变化图示

拉皮瑟尔于2022年1月1日时的人口数量为39人。